# Karen Dalton
Karen J. Dalton (nacida Jean Karen Cariker; 19 de julio de 1937 - 19 de marzo de 1993) fue una cantante de folk y blues, también guitarrista e intérprete de banjo. Está asociada con la escena folk de los primeros 60 en el Greenwich Village, particularmente con Fred Neil, The Holy Modal Rounders y Bob Dylan.

## Biografía
Nació en Bonham, Texas, y creció en Enid, Oklahoma.
Su voz bluesy es a menudo comparada a la de la cantante de jazz Billie Holiday, aunque Dalton dijo que Bessie Smith era una influencia mayor para ella. Cantó blues, folk, country, pop y soul. Tocaba la guitarra de doce cuerdas y el banjo.
El primer álbum de Dalton,  It's So Hard to Tell Who's Going to Love You the Best  (Capitol, 1969), fue reeditado por Koch Records en CD en 1996. El segundo álbum de Dalton, In My Own Time (1971), fue grabado en los Estudios Bearsville y publicado originalmente por Just Sunshine Records el sello del promotor de Festival de Woodstock, Michael Lang. El álbum fue producido y arreglado por Harvey Brooks, que también tocaba el bajo. También participó el pianista Richard Bell que había acompañado a Janis Joplin en 1970, en su última banda. Las notas de contraportada fueron escritas por Fred Neil y las fotos de la cubierta fueron tomadas por Elliott Landy.
Los dos álbumes fueron reeditados en noviembre de 2006: It's So Hard To Tell Who's Going To Love You The Best, en el sello francés Megaphone-Music, incluyendo un bonus DVD, con filmaciones raras de conciertos de Dalton. In My Own Time fue reeditado por Light In The Attic Records.
Conocida como " la réplica folk de Billie Holiday" y "Dulce Madre K.D.". Se dice que fue el tema de la canción "Katie's Been Gone" (compuesta por Richard Manuel y Robbie Robertson) en el álbum The Basement Tapes de The Band y Bob Dylan, quien escribió de Dalton: "Mi cantante favorita...era Karen Dalton. Karen tenía una voz como Billie Holiday y tocaba la guitarra como Jimmy Reed... Canté con ella un par de veces."
Dalton estuvo estrechamente asociada con el cantautor Tim Hardin, cuyas canciones interpretaba. Fue la primera en cantar su "Reason to Believe". Estuvo casada con el guitarrista Richard Tucker, con quien a veces tocaba como dúo y en trío con Hardin.
Murió de cáncer de laringe en Nueva York en marzo de 1993, a los 55 años. Según su amigo Peter Walker, tenía sida desde 8 años antes.

## Discografía
- It's So Hard to Tell Who's Going to Love You the Best (1969)
- In My Own Time (1971)
- Cotton Eyed Joe (2007) (recorded live in 1962)
- Green Rocky Road (2008) Recorded at home 1962-63, released by Delmore Recording Society; contiene grabaciones inéditas.
- 1966 (2012). Released by Delmore Recording Society; contiene grabaciones inéditas.
- Remembering Mountains: Unheard Songs by Karen Dalton (2015), released by Tompkins Square.[6]